# Crocidura russula
Crocidura russula es una especie de mamífero soricomorfo de la familia Soricidae endémica de África y Europa.

## Descripción física

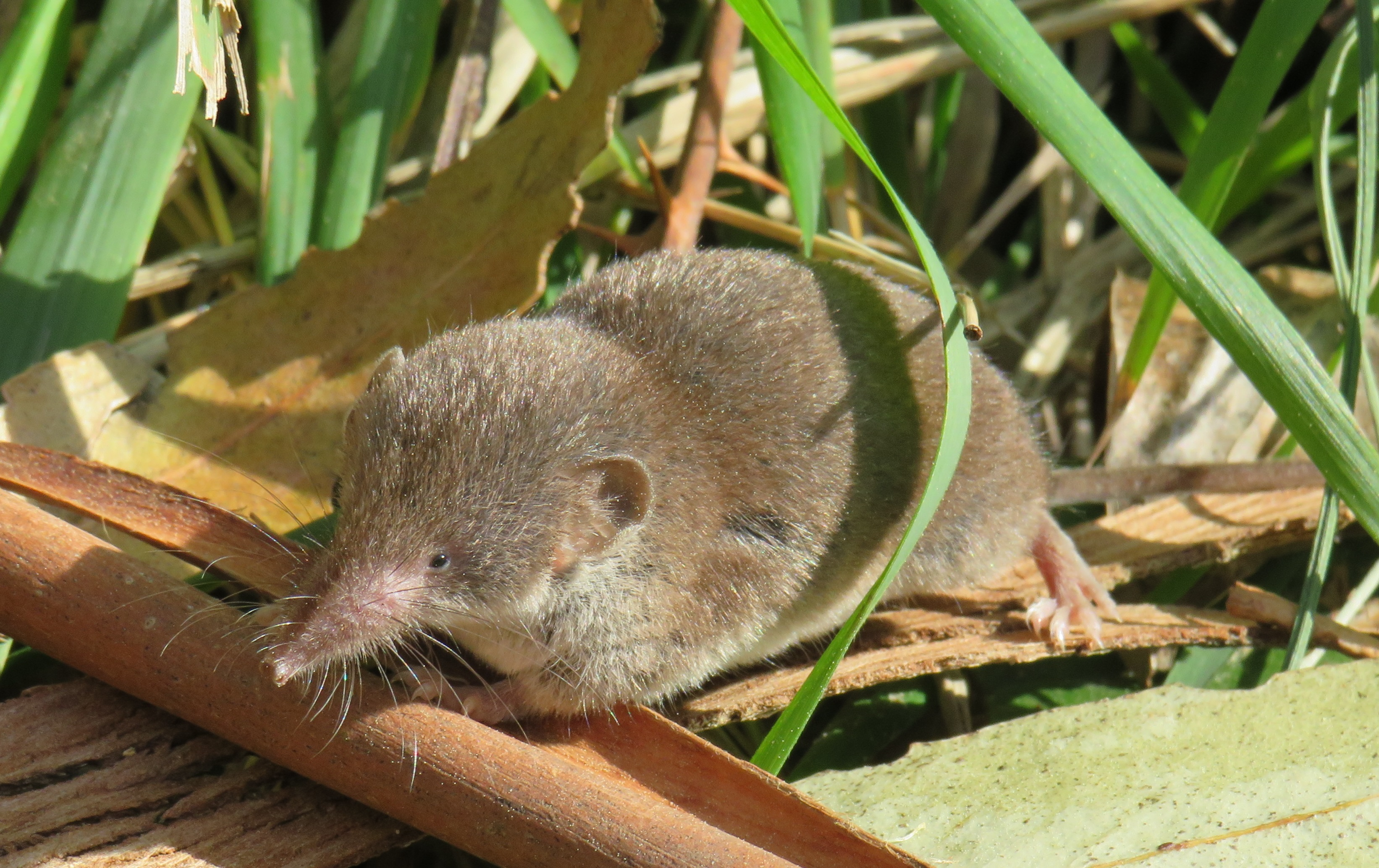
C. russula

Es un crocidurino de mediana talla, cola relativamente corta, de 34 a 47 mm, cuerpo de 62 a 84 mm y de 7 a 14 gramos. Los ojos son pequeños con los pabellones auditivos muy visibles y bien desarrollados. El pelaje varía con la edad y según la época del año y la localización geográfica. En general es de color pardo o pardo-grisáceo en los ejemplares de verano y gris oscura en los de invierno, con el vientre gris claro. En los ejemplares jóvenes la coloración es gris uniforme.

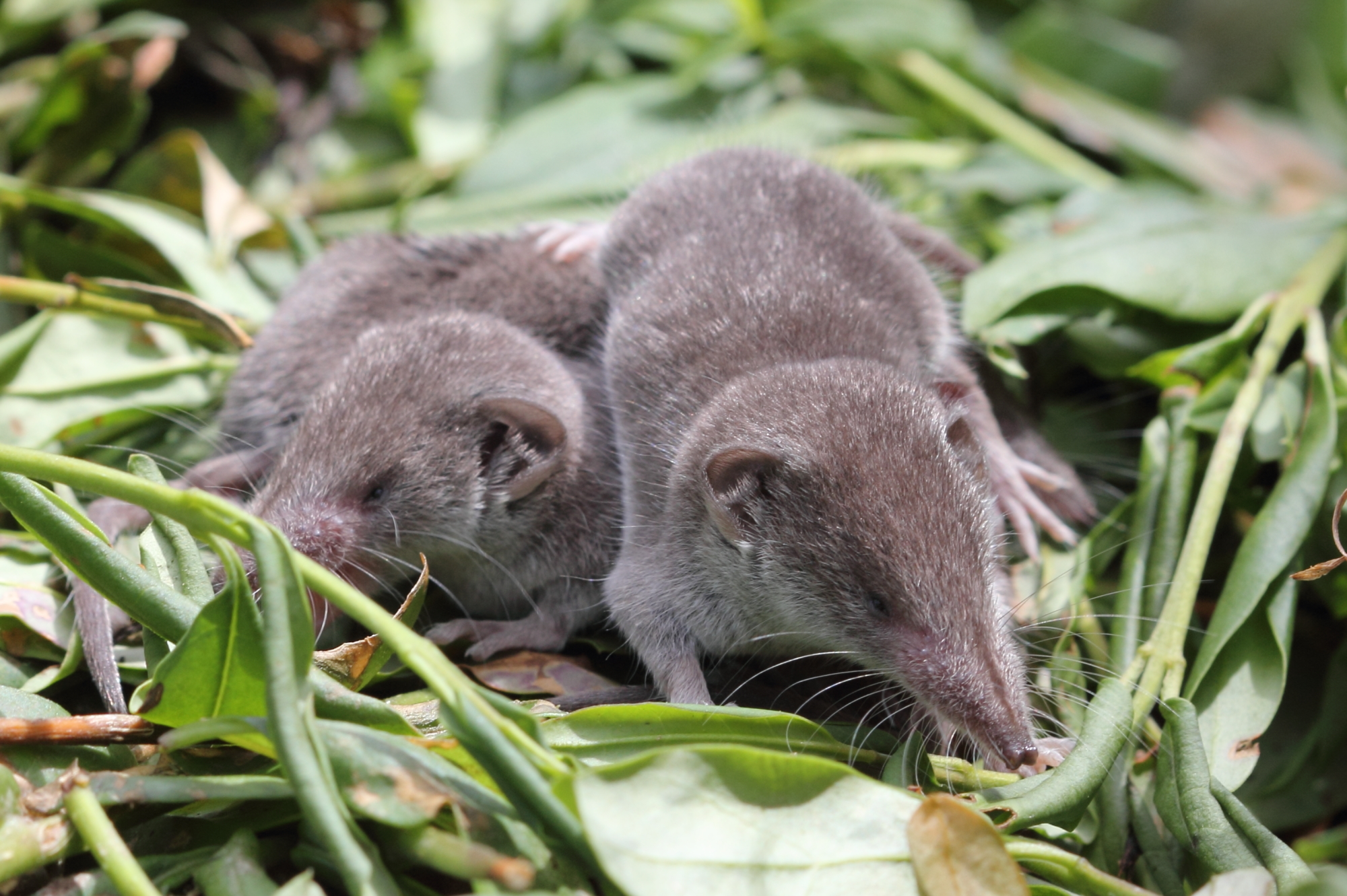

## Distribución y hábitat
El Norte de África y suroeste de Europa, desde Portugal hasta el río Elba, en Alemania, Austria, norte de Suiza y sureste de Francia. El límite suroriental de su distribución se encuentra en la vertiente norte de los Alpes. Se encuentra también en Gran Canaria, algunas islas atlánticas de Francia y Gran Bretaña y en la isla Meda Gran (Gerona). En la península ibérica presenta una amplia distribución, exceptuando las zonas de elevada altitud.
Las poblaciones del este de Argelia, Túnez y de las islas mediterráneas de Ibiza, Cerdeña, Pantelaria y Galita, se consideran actualmente pertenecientes a Crocidura ichnusae.

### Variación geográfica
La especie muestra una notable variación geográfica, tanto en su morfometría como en su coloración, manifestando una disminución de tamaño hacia el sur de la península ibérica.
Recientes estudios morfológicos y genéticos han revelado la separación en dos especies: C. russula y C. ichnusae. Los ejemplares que habitan desde el este de Argelia, Túnez, determinadas islas mediterráneas, este de Europa e Israel, pertenecen a Crocidura ichnusae (Huntterer, 2005).
Es una especie de requerimientos básicamente mediterráneos, prefiere hábitat abiertos y márgenes de los bosques con buena cobertura vegetal a la altura del suelo, aparece también en campos de cultivo y en la maquia o en las zonas boscosas con sotobosque claro. Su distribución altitudinal varía según la localización geográfica, desde los 1.200 metros en Pirineos hasta los 2.000 en zonas más mediterráneas.

## Depredación
Es una especie depredada por numerosas aves rapaces, tanto nocturnas como diurnas, además de por ciertos carnívoros como la gineta (Genetta genetta), el zorro rojo (Vulpes vulpes) y la comadreja (Mustela nivalis).